# Karl von Kirchbach auf Lauterbach
Il conte Karl von Kirchbach auf Lauterbach (Gyöngyös, 20 maggio 1856 – Scharnstein, 20 maggio 1939) è stato un generale austro-ungarico.

## Biografia
Apparteneva ad una famiglia aristocratica di origini sia tedesche della Sassonia che austriache, distintasi all'epoca di Federico III d'Asburgo in una spedizione contro i magiari; era quindi una famiglia di antiche tradizioni militari, (suo padre era il conte Ferdinand von Kirchbach auf Lauterbach, capitano degli ussari, mentre la madre, Barbara Coronini-Cronberg, era figlia del conte generale Johann Baptist Coronini-Cronberg e il giovane conte fu per tradizione di famiglia iscritto alla scuola militare di Sankt Pölten e poi all'Accademia militare Teresiana di Wiener Neustadt, dalla quale uscì sottotenente. In seguito fu assegnato al 5º Reggimento Dragoni. Nel 1883 sposò Caroline Marenzi von Tagliuno und Talgate (1863-1917), figlia di Franz Anton Marenzi von Tagliuno und Talgate e sorella Franz Karl, discendenti dell'antica famiglia milanese ed austricante dei Marenzi.
Ebbe una rapida carriera nelle file dell'esercito austroungarico, venendo promosso capitano già nel 1891. Nel 1899, nel frattempo aveva raggiunto il grado di colonnello, fu assegnato allo stato maggiore del III Corpo d'armata. Preferì però per il servizio attivo e su sua richiesta fu assegnato due anni dopo al comando del 5º Reggimento Dragoni. Nel 1904 divenne comandante della 12ª Brigata cavalleria e due anni dopo come Maggior generale comandante della 10ª Brigata cavalleria dislocata a Vienna. Nel 1909 fu mandato a Stanislau, in Galizia, a comando della 1ª Divisione di cavalleria. Nel 1910 seguì la promozione a Feldmarschallleutnant. Fece parte insieme a Franz Conrad von Hötzendorf del ristretto cerchio di generali intorno all'arciduca Francesco Ferdinando intenti a modernizzare le forze armate dell'Impero austro-ungarico. Fu probabilmente per questi contatti che nel marzo 1911 fu nominato ispettore di cavalleria della k.k. Landwehr. Fu merito suo se la cavalleria della Landwehr raggiunse poi gli stessi livelli d'utilizzo della cavalleria dell'esercito comune. Nel maggio 1914 fu promosso a generale di cavalleria.
Inizialmente molto favorevole ad un'azione d'attacco contro la Serbia e la Russia al fianco della Germania, ebbe con lo scoppio della prima guerra mondiale il comando del I Corpo d'armata austro-ungarico schierato sul fronte orientale. Al comando del I Corpo d'armata contribuì alla vittoria di Viktor Dankl nella Battaglia di Kraśnik. In seguito partecipò alla Battaglia della Vistola e nella primavera del 1915 all'Offensiva di Gorlice-Tarnów.
Nel maggio 1916 il I Corpo d'armata con Kirchbach al comando fu trasferito sul fronte italiano per partecipare alla Strafexpedition con la 3ª Armata. Sotto il comando di Kirchbach iniziò il 15 giugno 1916 l'ultimo tentativo austro-ungarico di sfondare le linee italiane a sudovest di Asiago nella zona del Monte Zovetto e Magnaboschi occupate dalla Brigata "Liguria" sotto il comando di Achille Papa. Tentativo che fallì già 24 ore dopo a causa della superiorità numerica degli italiani e per l'incapacità dell'artiglieria austro-ungarica di distruggere le postazioni italiani ben nascoste.
In seguito Kirchbach ritornò sul fronte orientale e nel novembre 1916, nel frattempo aveva assunto il comando prima della 3ª e poi della 7ª Armata, fu promosso colonnello generale, Generaloberst. Nella primavera 1917 assunse brevemente il comando della 4ª Armata prima di interrompere il comando per motivi di salute. Nel dicembre 1917 gli fu conferito il titolo nobiliare "conte" dal giovane imperatore Carlo I d'Austria. All'inizio del 1918 fu assegnato a capo delle truppe austriache in Ucraina al fianco dei combattenti nazionalisti ucraini e fu governatore del Governatorato di Cherson con sede del comando a Odessa. In Ucraina ebbe soprattutto il compito di requisire prodotti agricoli. In seguito fu costretto per la seconda volta, la prima all'inizio del 1917, a ritirarsi temporaneamente dal servizio per motivi di salute. Nel settembre 1918 fu nominato ispettore delle truppe austro-ungariche sul fronte occidentale.
Al termine della guerra si ritirò a vita privata. Morì nel 1939 a Scharnstein in Alta Austria.